# Moreno tér
A Moreno tér (spanyolul: Plaza Moreno) az argentínai La Plata város központi tere.

## Története
Amikor 1882. november 19-én ünnepélyesen megalapították La Plata városát, az ünnepségre azon a helyen került sor, ahol ma a Moreno tér terül el. A város alapító okiratát, térképét, a tartomány alkotmányának egy példányát, egy szövetségi törvény egy példányát, valamint egy kis fadobozt, amelyet egy helyi iskolában készítettek, és ami többek között érméket tartalmazott, beleraktak egy üvegbúrába, azt egy ólomdobozba, azt pedig egy kőből készült ládába rejtették, amit egy carrarai márványból készült lappal zártak le, amire a következő feliratot írták: „Esta caja contiene el Acta de Inauguración de la Ciudad de La Plata, capital de la provincia de Buenos Aires” („Ez a láda La Plata városának, Buenos Aires tartomány fővárosának az alapítási okiratát tartalmazza.”). A kőládát elásták az akkor Plaza Mayornak („nagy(obb) tér”) nevezett tér központjától másfél méter távolságra északnyugatra. A mai teret 1888-ban alakították ki, de egészen 1901. június 7-ig Plaza Principal („fő tér”) néven ismerték, csak ekkor kapta meg mai nevét Mariano Moreno 19. századi szabadságharcos emlékére.
Morenónak egy piramis alakú emlékművet is emeltek a Községi Palota előtt, ám ezt 1910-ben lebontották, a rajta levő Moreno-szobrot pedig Pergamino városába szállították, ahol a fő téren ma is látható. 1999-ben a La Plata-i Moreno téren új szobrot állítottak a névadónak, ezúttal egy Ricardo Dalla Lasta nevű helyi szobrász alkotását. Az első szobor a téren 1892-ben készült, de ezt is lebontották 20 évvel később, amikor a középső sétány épült, és amikor minden térnegyedben egy-egy szökőkutat létesítettek. Mai arculatát 1943-ban kapta, amikor kiépült a 35 méter széles központi út, az oldalsó területekre pedig facsoportokat telepítettek. Az 1912-ben épült központi szökőkutat is az 1940-es években bontották le, helyére 1961-ben egy, a város címerét ábrázoló mozaikot helyeztek el. Az 1914-ből származó szobrokat (El Océano és La Agricultura) is az 1940-es években helyezték át a Saavedra és a Olazábal terekre,  ugyanekkor vitték odébb eredeti helyéről a Négy Évszak című alkotást is, és ugyanebben az időben helyettesítették az addigi pálmákat cédrusokkal, ciprusokkal és hársakkal. Az íjazó Héraklészt ábrázoló szobor (Troiano Troiani 1924-es alkotása) 1970-ben került a térre.
1982-ben, az alapítás századik évfordulóján a száz évvel azelőtt elföldelt ládát kiásták, kiemeltek belőle 278 érmét, a vízzel megtelt búrából pedig kimentették a régi dokumentumokat, amelyeket később a Dardo Rocha Múzeumban helyeztek el. Azonban a kiásott tárgyak helyett újabb emlékeket temettek el, amelyeket majd 2082-ben fognak megkeresni: ezúttal egy légi felvételt a térről, a Crónica del Centenario egy példányát, az El Día és a La Gaceta újságok 1982. november 19-i számát, valamint 231 darab érmét.

## Leírás
A teljesen szimmetrikusra tervezett, téglalap alakú tér, amely közel 7 hektáros területével az egyik legnagyobb egész Argentínában, a város központjában, az 50., az 54., a 12. és a 14. utcák által határolt területen fekszik. A teret változó szélességű, egymásra merőleges és egymással párhuzamos sétányok osztják fel téglalap alakú parcellákra. Körülötte épült fel a világ egyik legnagyobb temploma, a Szeplőtelen fogantatás székesegyház, valamint a Községi Palota, az érseki palota, Dardo Rocha városalapító lakóháza és az 1-es számú nemzeti normáliskola.

## Képek

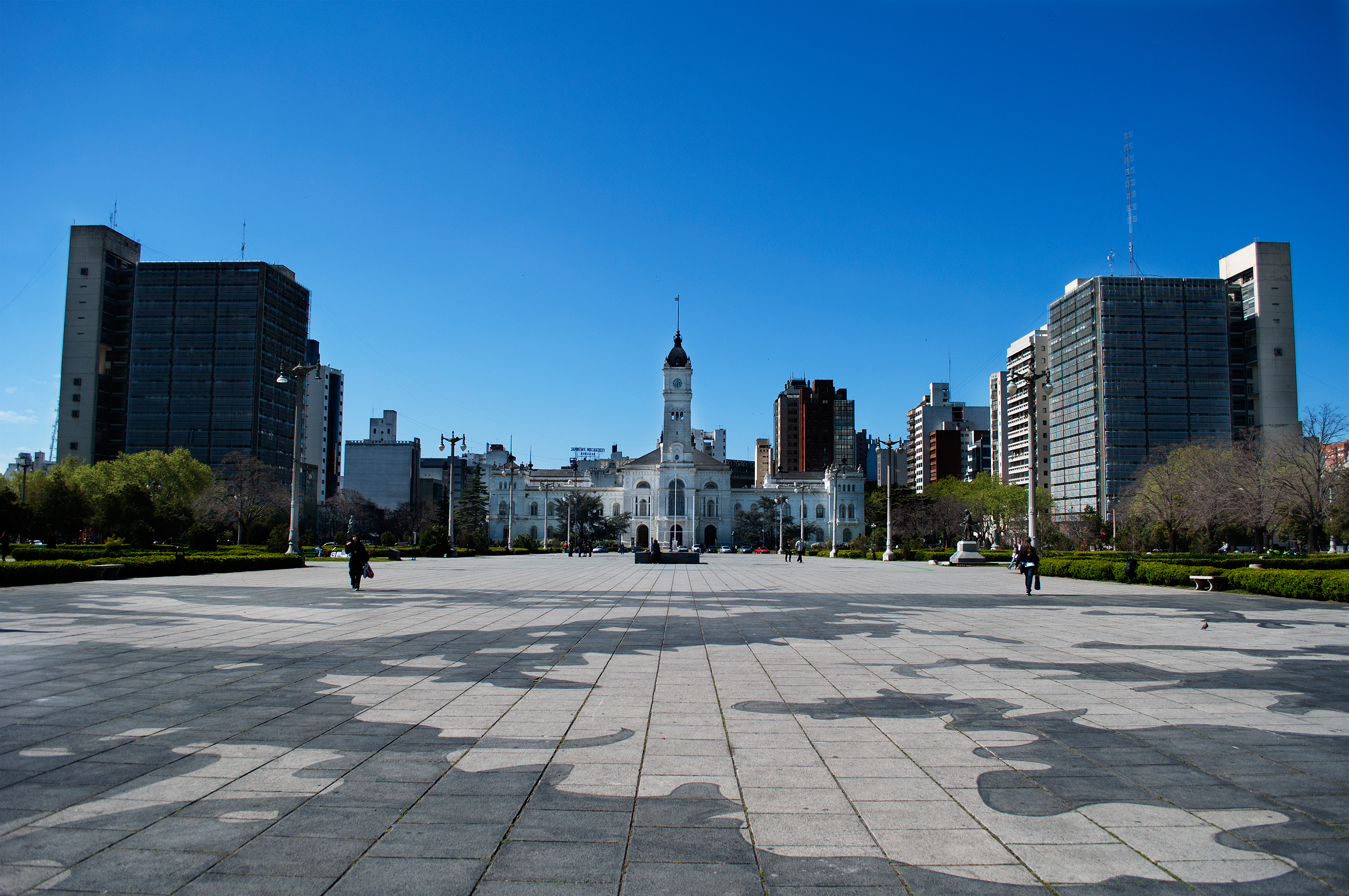
A tér és a Községi Palota
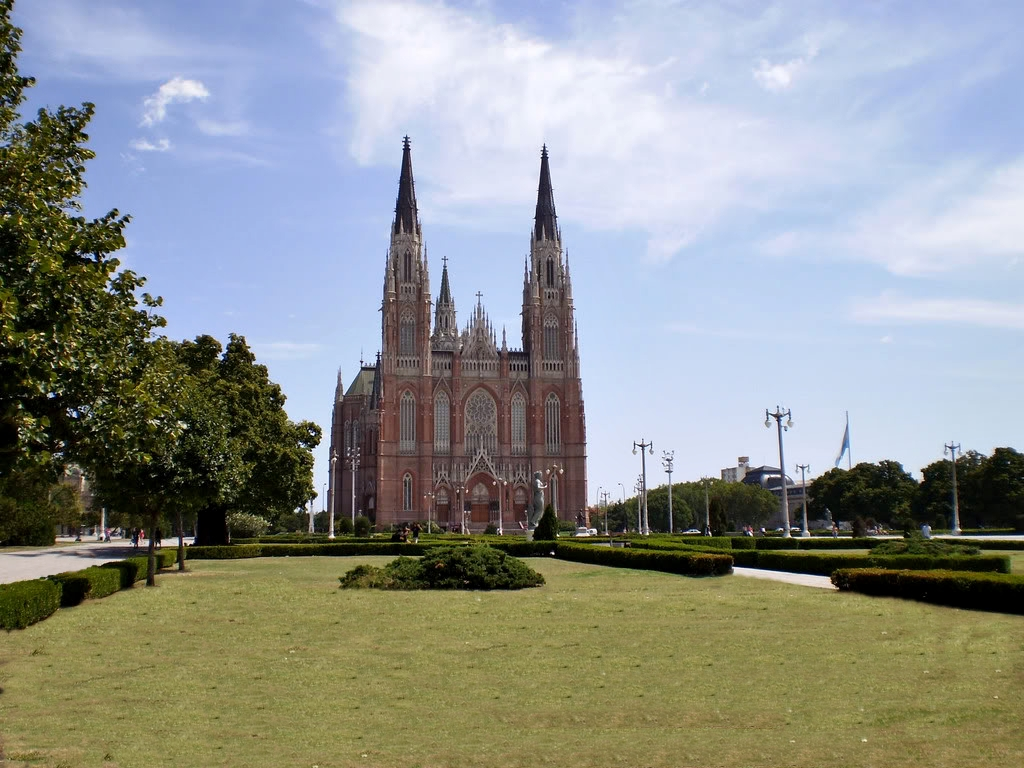
A tér és a Szeplőtelen fogantatás székesegyház
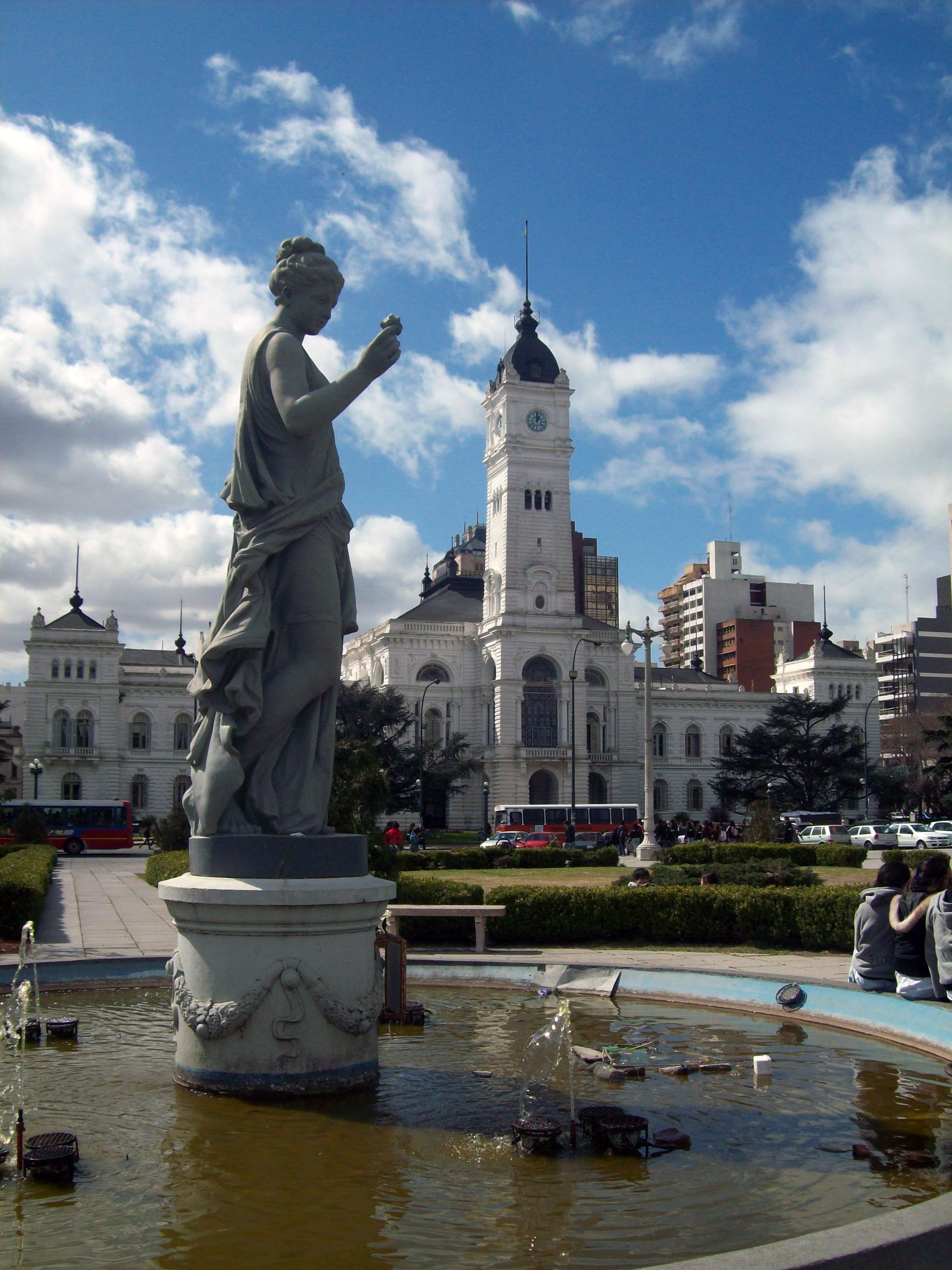
Szökőkút és szobor
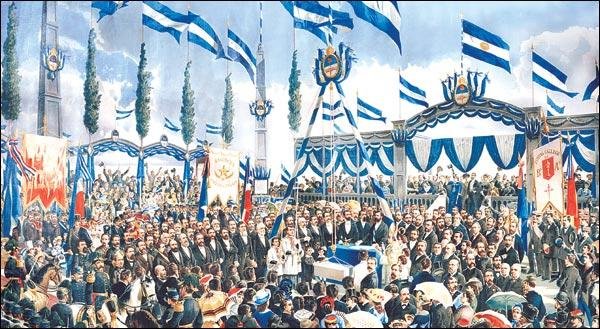
Az Alapkő elhelyezése a téren